# فرانشيسكو لودي
فرانشيسكو لودي (بالإيطالية: Francesco Lodi)‏ (مواليد 23 مارس 1984 في نابولي - إيطاليا) لاعب كرة قدم إيطالي يلعب حاليا لصالح نادي الدرجة الأولى كاتانيا الإيطالي منذ 2011 في مركز الوسط المهاجم .

## روابط خارجية
- فرانشيسكو لودي على موقع قاعدة بيانات كرة القدم.إي يو (الإنجليزية)
- فرانشيسكو لودي على موقع Soccerway.com (الإنجليزية)
- فرانشيسكو لودي على موقع عالم كرة القدم.نت (الإنجليزية)
- فرانشيسكو لودي على موقع AS.com (الإسبانية)